# Batalha do Lago Peipus
A batalha do Lago Peipus (conhecida na Rússia como "A Batalha do Gelo", em russo:  Ледовое побоище) teve início no dia 5 de abril de 1242 no Lago Peipus, entre os cavaleiros teutônicos e os habitantes da República da Novogárdia liderados por Duque Alexandre Nevsky. Foi a maior derrota sofrida pela Ordem Teutônica nas chamadas Cruzadas do Norte.
Segundo o historiador americano Williart Urban, autor de Vistims of the Baltic Crused, relata que os cavaleiros teutônicos, ordem criada durante as cruzadas do século XII, e guiados pelo quinto grão mestre Herman Von Salza (1209-1239), lutaram na famosa Batalha do Gelo, onde Salza veio a tombar diante dos bárbaros do Báltico em 1239, após os cavaleiros terem perdido um terço de seus homens na gelada Estônia.
Autorizados pelo papa Gregório IX, em 1242 os cavaleiros teutônicos invadiram a Rússia e enfrentaram os cristãos ortodoxos fixados na área. Nesta época, a escravização de prisioneiros pagãos era vista como perfeitamente aceitável. Para eles, os não cristãos não tinham os mesmos direitos dos cristãos. A descrição feita por um austríaco da época, Peter Suchenwirt, ilustra bem os acontecimentos terríveis: "Mulheres e crianças foram levadas em cativeiro, capturadas em casa, e levadas com as mãos amarradas para fora, como cães de caça".
Após a expulsão dos cruzados da terra santa, os cavaleiros teutônicos se encarregaram de segurar os mongóis na fronteira com a Rússia. A tarefa só terminou em 17 de fevereiro de 1370, na batalha da Prússia, quando os cavaleiros derrubaram 11 mil bárbaros. Sem os mongóis e tártaros para intervir, os cavaleiros assentaram em seus monastérios, explorando a população local de 2 mil km² de terras. A revolta dos poloneses e Lituanos eclodiu, em 15 de julho de 1410, na Batalha de Tannenberg. Nela, os teutônicos conheceram sua maior derrota, num confronto de 83 mil soldados contra 160 mil inimigos, sendo o início do declínio dos "guerreiros do gelo".